# Ђелековец
Ђелековец је насељено место и седиште општине у Копривничко-крижевачкој жупанији, Република Хрватска.

## Историја
До територијалне реорганизације у Хрватској налазио се у саставу бивше велике општине Копривница.

## Становништво
На попису становништва 2011. године, општина Ђелековец је имала 1.533 становника, од чега у самом Ђелековцу 1.192.

## Попис1991.
На попису становништва 1991. године, насељено место Ђелековец је имало 1.451 становника, следећег националног састава:
| Попис 1991.‍   | Попис 1991.‍  | Попис 1991.‍ | Попис 1991.‍ | Попис 1991.‍ |
| ------------- | ------------ | ----------- | ----------- | ----------- |
|               |              |             |             |             |
| Хрвати        | Хрвати       |             | 1.414       | 97,45%      |
| Словенци      | Словенци     |             | 4           | 0,27%       |
| Албанци       | Албанци      |             | 2           | 0,13%       |
| Мађари        | Мађари       |             | 2           | 0,13%       |
| Муслимани     | Муслимани    |             | 2           | 0,13%       |
| Југословени   | Југословени  |             | 1           | 0,06%       |
| Црногорци     | Црногорци    |             | 1           | 0,06%       |
| неопредељени  | неопредељени |             | 5           | 0,34%       |
| регион. опр.  | регион. опр. |             | 1           | 0,06%       |
| непознато     | непознато    |             | 19          | 1,30%       |
| укупно: 1.451 |              |             |             |             |